# Microdus tutuilae
Microdus tutuilae är en bladmossart som beskrevs av Brotherus in Setchell 1924. Microdus tutuilae ingår i släktet Microdus och familjen Dicranaceae. Inga underarter finns listade i Catalogue of Life.